# جولی آلرد
جولی آلرد (به انگلیسی: Julie Allred) بازیگر خردسال آمریکایی بود.